# Fairfield (Nebraska)
Fairfield è un comune degli Stati Uniti d'America, situato nello Stato del Nebraska, nella contea di Clay.